# Otomys dollmani
Otomys dollmani é uma espécie de roedor da família Muridae.
Apenas pode ser encontrada no Quénia.
Os seus habitats naturais são: campos rupestres subtropicais ou tropicais e pântanos.
Está ameaçada por perda de habitat.